# Universitat de Nàpols Frederic II
La Universitat de Nàpols Frederic II (en italià Università degli Studi di Napoli Federico II) és la universitat principal i més antiga de Nàpols (Itàlia). S'organitza en 13 facultats. Fundada el 1224, és la universitat laica i estatal més antiga del món, i un dels centres acadèmics més antics en funcionament constant (excepte dues petites interrupcions al segle xv) des de la seva creació.
El curs 2006-2007 tenia 100.468 estudiants. N'és rector el professor Gaetano Manfredi.

## Història
La Universitat de Nàpols Frederic II fou fundada per l'emperador del Sacre Imperi Romà Frederic II el 5 de juny del 1224. És, doncs, un dels centres d'estudis superiors i institucions de recerca més antics del món.
La tradicional Universitat de Nàpols fou batejada en honor del seu fundador, Frederic II, el 7 de setembre de 1987, en previsió de la creació posterior d'altres universitats a la ciutat.
Actualment Nàpols disposa de quatre universitats més: la Segona Universitat de Nàpols, la Partènope, l'Oriental i la Sor Orsola Benincasa.

## Organització

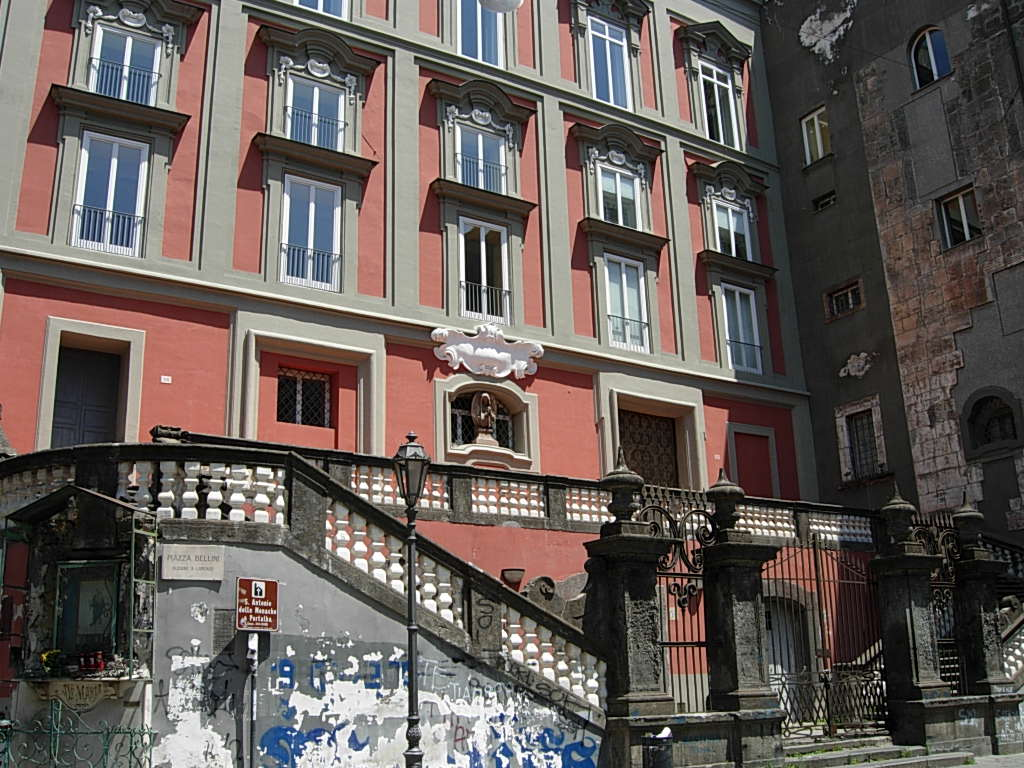
Biblioteca de la Facultat
de Filosofia i Lletres

La universitat comprèn 13 facultats:
- Agricultura
- Arquitectura
- Biotecnologia
- Ciències polítiques
- Dret
- Economia
- Enginyeria
- Farmàcia
- Filosofia i Lletres
- Matemàtiques, Física i Ciències naturals
- Medicina i Cirurgia
- Sociologia
- Veterinària

## Alumnes notables
- Nicola Abbagnano, filòsof.
- Tomàs d'Aquino, sant, filòsof, teòleg i Doctor de l'Església catòlica.
- Andreu Avel·lí, sant de l'Església catòlica.
- Renato Caccioppoli, matemàtic.
- Salvatore Cherubino (1885-1970), matemàtic
- Guido Colonna di Paliano, polític.
- Benedetto Croce, filòsof, historiador i crític literari.
- Francesco De Martino, eminent jurista, intel·lectual i polític.
- Nicola Fergola, matemàtic.
- Gaetano Filangieri, jurista i filòsof.
- Antonio Labriola, filòsof.
- Giovanni Leone, advocat, polític i expresident de la República.
- Alfons Maria de Liguori, sant i Doctor de l'Església.
- Ettore Majorana, físic.
- Fabrizio de Miranda, enginyer civil.
- Giorgio Napolitano, President de la República Italiana
- Umberto Nobile, enginyer aeronàutic i explorador de l'Àrtida.
- Antonio Ruberti, polític.
- Roberto Saviano, periodista i escriptor.
- Michele Tenore, botànic.
- Fulvio Tessitore, filòsof.
- Giambattista Vico, filòsof, historiador i jurista.